# أليكس روس
أليكس روس (بالإنجليزية: Alex Ross)‏ (و. 1970 – م) هو فنان قصص مصورة، ورسام توضيحي، ورسام، من الولايات المتحدة الأمريكية، ولد في بورتلاند، أوريغون.

## وصلات خارجية
- أليكس روس على موقع IMDb (الإنجليزية)
- أليكس روس على موقع ميوزك برينز (الإنجليزية)
- أليكس روس على موقع قاعدة بيانات الفيلم (الإنجليزية)